# Клорис Личман
Клорис Личман (енгл. Cloris Leachman; Де Мојн, 30. април 1926 — Енсинитас, 27. јануар 2021) била је америчка глумица и комичарка чија је каријера трајала седам деценија. Освојила је многе награде, укључујући 8 Емија од 22 номинације, што је чини највише номинованом и, уз глумицу Џулију Луј-Драјфус, најодликованијом глумицом у историји награде Еми. Освојила је Оскара, награду Британске Филмске академије и Златни Глобус.

## Биографија
Клорис Личман је рођена 30. априла 1926. године у Де Мојну, Ајова. Била је најстарија од три кћери у породици Берклија Клејборна Личмана званог Бак и Клорис рођене Валас. Њен отац је радио у властитој фирми за обраду дрвета. Њена најмлађа сестра је глумица и пјевачица Клејборн Кери. Њена млађа сестра Мери није у свијету шоубизнису.

## Каријера
Клорис се почела бавити глумом током школовања у студију глуме Елија Казана у Њујоруку након освојене стипендије на избору за Мис Америке. Прву улогу је имала као замјену за Нели Форбуш у мјузиклу Јужни Пацифик Оскара Хемерштајна. Неколико година након тога се појавила на Бродвејској сцени са мјузиклом Врати се, мали Шиба од Вилијама Ингеа али то напушта на позив Кетрин Хепбурн за учогу у представи Како вам драго по тексту Вилијама Шекспира. Била је дио оригиналне поставке мјузикла Искушење (енг. The Crucible) по тексту Артура Милера. Личман напушта представу дан прије премијере у Вилимгтону, Делаверу која се реализовала од 15. до 17. јануара 1953. године, неколико дана прије званичне премијере на Бродвеју заказане за 22. јануар 1953. године. Након великог публицитета којег је добила прије те представе организатори су задржали њено име на штампаном материјалу као и на знаку на благајни.
Током педесетих година прошлога вијека често се појављује у телевизијским емисијама, укључујући програме Суспенс и Студио један. Њен филмски деби је у улози статисте у Carnegie Hall (film) Њена права филмска улога је била у класику филм ноара Пољубац смрти (1955) Роберта Олдрича. Други значајни филмови из ране фазе у њеној каријери су The Rack (1956) и Буч Касиди и Санденс Кид (1969).
Наставила је да ради углавном на телефизији.
У филму под називом Последња биоскопска представа (енгл. The Last Picture Show) из 1971. године гдје је играла Рут Попер за коју је добила Оскара за Најбољу споредну улогу. Од тада па све до њене финалне улоге из 2021. године (Not To Forget (2021)) играла је веома велики број улога на телевизији и филму. За ту улогу је освојила Оскара.

## Књижевност
Клорис је у марту 2009. године обавила књигу под насловом Клорис: Моја аутобиографија заједно са својим бишим мужем George Englund.

## Награде
- Клорис Личман је примљена у Кућу славних 2011. године.